# Blonville-sur-Mer
Blonville-sur-Mer là một xã ở tỉnh Calvados, thuộc vùng Normandie ở tây bắc nước Pháp. Đây là một khu vực nghỉ mát ven biển bên bờ Côte Fleurie với bờ biển cát.

## Dân số
Số liệu của INSEE, Viện quốc gia thống kê và nghiên cứu kinh tế Pháp.